# 齋藤衛
斎藤 衛（さいとう まもる、1953年12月 - ）は、日本の言語学者、南山大学名誉教授。ノートルダム清心女子大学特別招聘教授。

## 人物
1979年、スタンフォード大学でBA、1984年に、マサチューセッツ工科大学でPhDを得る。その後、南カリフォルニア大学、筑波大学、コネチカット大学などで教えたのち、南山大学人文学部人類文化学科教授。2017年、国際教養学部に移動、学部長に就任。アメリカの言語学者ハワード・ラズニクとの共著「Moveα（アルファ）」で知られる。

## 経歴
- 1984年 - 1985年 - 南カリフォルニア大学講師
- 1985年 - 1986年 - 南カリフォルニア大学助教授
- 1986年 - 1988年 - 筑波大学講師
- 1988年 - 1995年 - コネチカット大学準教授
- 1995年 - 2000年 - 南山大学外国語学部 教授
- 2000年 - 2017年 - 南山大学人文学部 教授
- 2017年 - 南山大学 国際教養学部 学部長
- 2022年 - ノートルダム清心女子大学 文学部 英語英文学科 教授